# Ministère de la Défense (Serbie)
Pour les articles homonymes, voir Ministère de la Défense.
Le ministère de la Défense (en serbe cyrillique : Министарство одбране ; en serbe latin : Ministarstvo odbrane) est le département ministériel du gouvernement de la Serbie chargé de l’organisation et de la préparation de la défense militaire, ainsi que de la gestion des forces armées.

## Organisation
Le ministère s'organise autour de plusieurs sections ou départements, parmi lesquels on peut citer :
- le Département de la politique de défense ;
- le Département des ressources humaines ;
- le Département des ressources matérielles ;
- le Département du budget et des finances ;
- l'Inspection de la défense ;
- l'Agence de renseignement militaire ;
- l'Académie militaire de Serbie ;
- le Département des relations publiques ;
- le Département de santé militaire.

## Liste des ministres
| Ministre                                             | Parti | Parti | Dates                   | Gouvernement              |
| ---------------------------------------------------- | ----- | ----- | ----------------------- | ------------------------- |
| Miodrag Jokić                                        |       | Ind.  | 11/02/1991 - 31/07/1991 | Zelenović                 |
| Tomislav Simović                                     |       | Ind.  | 31/07/1991 - 23/12/1991 | Zelenović                 |
| Marko Negovanović                                    |       | Ind.  | 23/12/1991 - 06/11/1993 | Božović et Šainović       |
| Ministre de la Défense de la Yougoslavie (1993-2006) |       |       |                         |                           |
| Zoran Stanković                                      |       | Ind.  | 04/06/2006 - 15/05/2007 | Koštunica I               |
| Dragan Šutanovac                                     |       | DS    | 15/05/2007 - 27/07/2012 | Koštunica II et Cvetković |
| Aleksandar Vučić                                     |       | SNS   | 27/07/2012 - 02/09/2013 | Dačić                     |
| Nebojša Rodić                                        |       | SNS   | 02/09/2013 - 27/04/2014 | Dačić                     |
| Bratislav Gašić                                      |       | SNS   | 27/04/2014 - 05/02/2016 | Vučić I                   |
| Dušan Vujović (intérim)                              |       | Ind.  | 05/02/2016 - 02/03/2016 | Vučić I                   |
| Zoran Đorđević                                       |       | SNS   | 02/03/2016 - 29/06/2017 | Vučić I et II             |
| Aleksandar Vulin                                     |       | PS    | 29/06/2017 - 28/10/2020 | Brnabić I                 |
| Nebojša Stefanović                                   |       | SNS   | 28/10/2020 - 26/10/2022 | Brnabić II                |
| Miloš Vučević                                        |       | SNS   | 26/10/2022 - 02/05/2024 | Brnabić III               |
| Bratislav Gašić                                      |       | SNS   | depuis le 02/05/2024    | Vučević                   |

## Site officiel
- (sr + en) Site officiel